# 日産自動車追浜工場
日産自動車追浜工場（にっさんじどうしゃおっぱまこうじょう）は、日産自動車の主力生産工場のひとつである。所在地は神奈川県横須賀市夏島町1。プラントコードは「T」。

## 概要

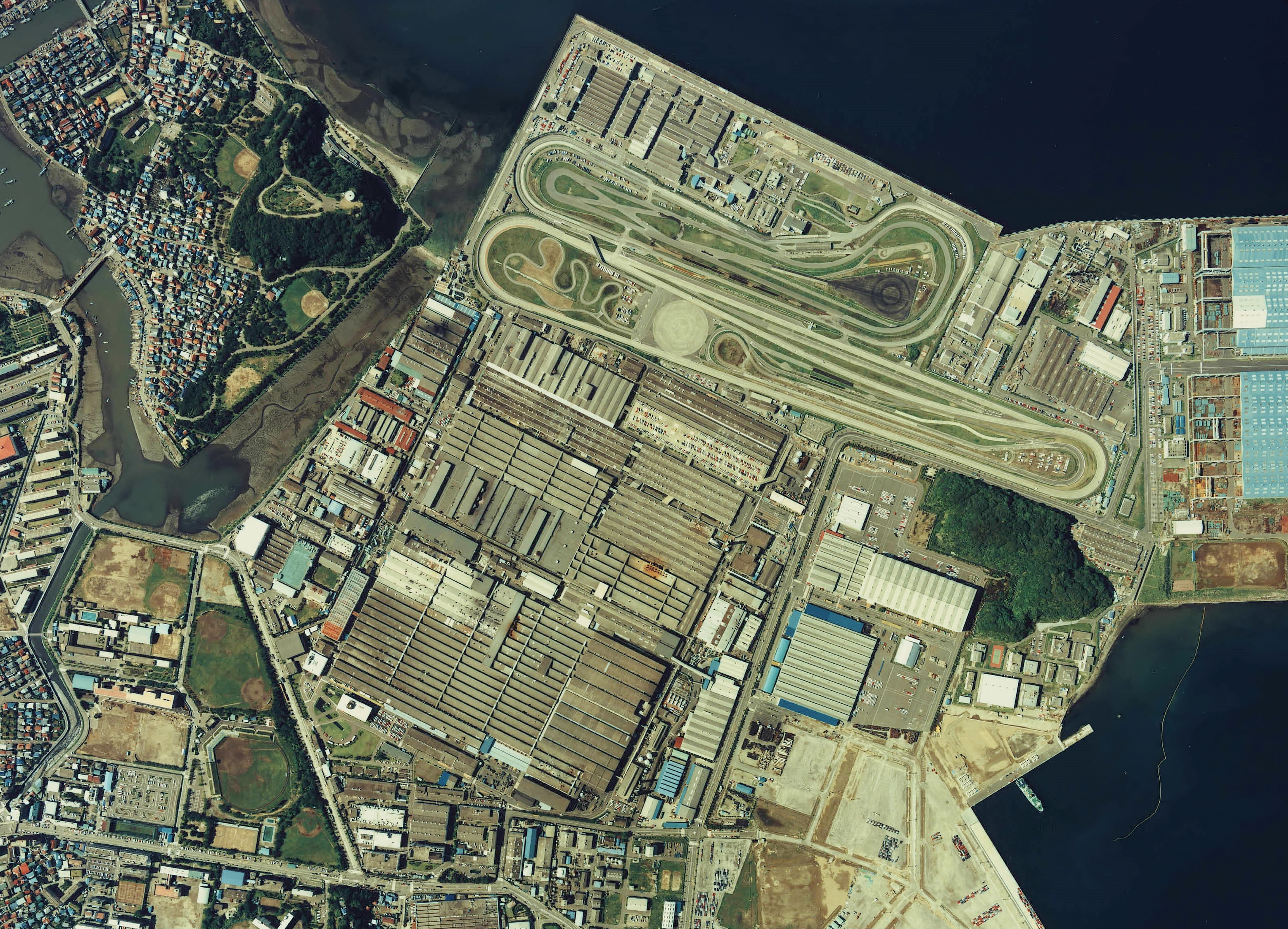
日産自動車追浜工場付近の空中写真。1983年撮影。
。

もともとこの地域には、1945年（昭和20年）の太平洋戦争終戦まで、横須賀海軍航空隊とその飛行場があり、終戦後には当時としては在日米軍最大のスクラップヤードとなっていた。戦争での消耗でスクラップ状態になったジープやトラックなどが南方の戦場から運び込まれ、1948年（昭和23年）に富士自動車がここに工場を構え、1958年（昭和33年）までにのべ22万9,100台にも及ぶ占領軍自動車の修理・解体・再生事業を行っていた。その間1952年（昭和27年）にはクライスラーと技術提携を行い、乗用車製造事業に参入し、排気量3500ccのプリムスのノックダウン生産を開始したが、通商産業省（現：経済産業省）の妨害で中止となり、1955年（昭和30年）には米軍修理車両の激減による追浜工場の人員整理が発表され、これを不満とする労働争議が発生した後、追浜工場は閉鎖され、これを日産自動車が入手したものである。
その広大な土地を利用し、日本で初めての本格的自動車生産工場として1961年（昭和36年）に操業を開始した。混流ライン（通称：NIMS＝Nissan Integrated Manufacturing System）と呼ばれる同じラインで複数の車種を同時に生産する技術を業界で初めて採り入れた。最新技術の投入も積極的に行い、1970年（昭和45年）には自動車業界初の溶接ロボットを導入。近年においても「モジュール生産」など時代に合わせて常に最新技術を投入し続けている世界屈指の自動車生産工場である。敷地内には月間8万台を出荷できる専用埠頭（栃木工場で生産された海外向け車両もここから輸出される）や総合研究所、テストコースも擁している。
敷地面積は1,707,000m2（東京ドーム約37個分に相当）、従業員約2,800人が働く（2016年＜平成28年＞4月現在）。なお生産能力は年間約24万台である。
2004年（平成16年）にフェアレディZ（Z33型）の生産を栃木工場に移管して以降、生産車種はFFの小型車が中心となっている。

## 沿革
- 1961年（昭和36年）
  - 6月 - 追浜テストコース完成。
  - 11月 - 工場一部完成。操業開始。
- 1962年（昭和37年）3月 - 工場完成。ブルーバード生産開始。
- 1969年（昭和44年）4月 - 実車風洞実験設備稼働開始。
- 1972年（昭和47年） - バイオレット生産開始。
- 1975年（昭和50年）10月 - 全天候実験室稼動開始。
- 1977年（昭和52年） - オースター、スタンザ生産開始。
- 1984年（昭和59年）11月 - 専用埠頭完成。
- 1985年（昭和60年） - 従業員やその家族の手により植樹された「ふるさとの森」がオープン。
- 1990年（平成2年） - プリメーラ生産開始。
- 1992年（平成4年） - 車両生産累計1000万台を突破。デミング賞事業所表彰受賞[1]。
- 1994年（平成6年） - セフィーロ生産開始。
- 1997年（平成9年） - セフィーロワゴン生産開始。5月、ISO14001を認証取得。
- 2001年（平成13年） - 操業40周年。
- 2002年（平成14年） - マーチとキューブ、フェアレディZ生産開始。
- 2003年（平成15年） - キューブキュービック生産開始。月産能力を2万台から2.8万台に引き上げた。
- 2004年（平成16年） - ティーダ、ティーダラティオ、ノート生産開始。
- 2005年（平成17年） - ブルーバードシルフィ生産開始。
- 2007年（平成19年）9月 - テストコース「GRANDRIVE」を開設。12月、車両生産累計1.500万台を突破。記念すべき1.500万台目はアフリカ向けティーダであった。
- 2010年（平成22年） - ジューク、リーフ生産開始。
- 2012年（平成24年） - シルフィ生産開始。
- 2014年（平成26年） - ゲストホールの来場者数が（ブルーバード310型に因んだ）310万人を突破。
- 2016年（平成28年） - 日産自動車九州から移管されたノート再生産開始。
- 2017年（平成29年）9月 - グローバルでの累計生産台数が1億5000万台を達成。1億5000万台目は当工場でオフラインされたばかりのリーフ（ZE1）であった。
- 2021年（令和3年） - ノートオーラ生産開始。
- 2025年（令和7年） 7月 - 追浜工場での生産を2027年度末に終了することを発表。閉鎖後は日産自動車九州に移管することを明らかにした[2]。

## 現在の生産車種および検査車種
生産車種
- リーフ/リーフe+（ZE1型）
- ノート（E13型）
  - ノート オーラ（FE13型）

　検査車種
- キックス（P15型）- タイ日産生産分のPDIを担当。

## 過去の生産車種
- ティーダ（C11型）
- ティーダラティオ（SC11型）
- ブルーバードシルフィ（G11型）
- セフィーロ（インフィニティ・I、A32型、A33型。ただしA33型中国向けは栃木工場でも生産された）
- セフィーロワゴン（WA32型）
- フェアレディZ（Z33型のみ、2004年以降は栃木工場へ移管）
- マキシマ
- レパード（F31型）
- ブルーバード
- キューブキュービック（GZ11型）
- プリメーラ（/インフィニティ・G、P10/P11型、プリメーラカミノ含む。P12型は九州工場に移管）
- プリメーラワゴン（WP11型、プリメーラカミノワゴン含む。WP12型は九州工場に移管）
- オースター/オースターJX
- スタンザ/スタンザFX
- バイオレット/バイオレットリベルタ
- マーチ（K11型(2001年以降)、K12型。K13型はタイ日産に移管されたが、日本仕様車陸揚げ後のPDI業務を担当した）
- キューブ（Z10型(2001年以降)、Z11型、Z12型)
- ジューク（F15型、F16型は英国日産自動車製造に移管)
- シルフィ（TB17型）
- セドリック（130型まで、230型以降は栃木工場）

※シルフィはBプラットフォーム採用車種であり、タイや中国から部品の6割以上を輸入して製造する逆ノックダウン生産となる。

## その他
- 工場見学は社会科見学・一般見学を問わず見学希望日の3か月前から受け付けており、平日（月曜日 - 金曜日。ただしゴールデンウィークなどの休暇日を除く）に限り可能である。工場見学だけのコースとロビー見学やビデオ上映まで含めたコースが選択可能である。
- CO2排出量の低減や廃棄物ゼロエミッション運動に積極的である傍ら、工場内に「ふるさとの森」なる緑地を形成したり、カルガモが自然営巣するスペースがあるなど自然との調和をも図っている。
- 1987年10月15日、日本公演のために来日したマイケル・ジャクソンが工場を訪れ、ブルーバード（U12型）・SSSアテーサが贈呈された。この他、見学中にラインオフされたブルーバードのボンネットにサインを入れ、工場内の展示ブースで展示が行われていた。
- 2020年8月22・23日放送の日本テレビ系列のチャリティ特番『24時間テレビ 愛は地球を救う43〜新しい日常の1回目「動く」』内のリレー走企画「24時間募金ラン」が本工場のテストコース「GRANDRIVE」を使用し非公開にて行われ、この模様は同特番で随時生中継された。なお日産自動車は同特番の第1回目からの特別協賛社となっている。